# Comitatul Whitley, Indiana
Comitatul Whitley, conform originalului din limba engleză, Whitley County, este unul din cele 93 de comitate ale statului american Indiana. Conform recensământului Statelor Unite Census 2000, efectuat de United States Census Bureau, populația totală era de 33.292 de locuitori. Reședința comitatului este orașul Columbia City.GR6 Denominarea Whitley County este 183 pe lista comitatelor statului.

## Geografie

## Demografie
|  | Graficele sunt indisponibile din cauza unor probleme tehnice. Mai multe informații se găsesc la Phabricator și la wiki-ul MediaWiki. |

Date: Wikidata - grafică realizată de Wikipedia